# 亚历山德罗·奇切里
亚历山德罗·奇切里（義大利語：Alessandro Ciceri，1932年2月10日—），意大利男子射击运动员。他曾代表意大利参加1956年夏季奥林匹克运动会射击比赛，获得不定向飞靶铜牌。